# Borisz Dmitrijevics Andrejev
Borisz Dmitrijevics Andrejev (oroszul: Борис Дмитриевич Андреев) (Moszkva, 1940. október 6. – 2021. július 9.) szovjet űrhajós.

## Élete
1964-ben diplomázott a moszkvai Bauman –repülő főiskolán.
1972-től részesült űrhajóskiképzésben. Űrhajós pályafutása alatt egyszer sem fordult elő, hogy ténylegesen megjárta volna a világűrt. Több esetben tartalék, vagy a mentő személyzet tagja volt.
1983-ban egy ejtőernyős baleset miatt fejezte be űrhajós pályafutását. Ezt követően az űrhajós irányítóközpontban kapott feladatot.

## Űrrepülések
1975-ben a Szojuz–16 tesztrepülése, a Szojuz-programban és az 1975. júliusi Apollo-Szojuz-program előkészítésére, valamint egy új típusú összekapcsoló szerkezetet kipróbálása felbocsátott űrhajó tartalék személyzetének fedélzeti mérnöke.
Szojuz–22 mentő egység tagja, fedélzeti mérnök. Az űrrepülés további jelentősége, hogy előkészítője volt az Interkozmosz-programnak.
Szojuz–32 mentő egység tagja, fedélzeti mérnök. Az űrhajó szállította a Szaljut–6 űrállomásra a 7. hosszú időtartamú személyzetet.
Szojuz–35 mentő egység tagja, fedélzeti mérnök. A Szaljut-6 űrállomásra, a 8. személyzetet vitte fel, és a magyar Interkozmosz repülés űrhajósait hozta vissza a Földre.
Szojuz T–4 mentő egység tagja, fedélzeti mérnök. Az új típusú űrhajó szállította a 14. személyzetet a Szaljut-6 űrállomásra.
Bélyegen is megörökítették az űrrepülését.